# 大狩部駅
大狩部駅（おおかりべえき）は、北海道（日高振興局）新冠郡新冠町字大狩部にあった、北海道旅客鉄道（JR北海道）日高本線の駅（廃駅）である。電報略号はオリ。事務管理コードは▲132210。

## 歴史

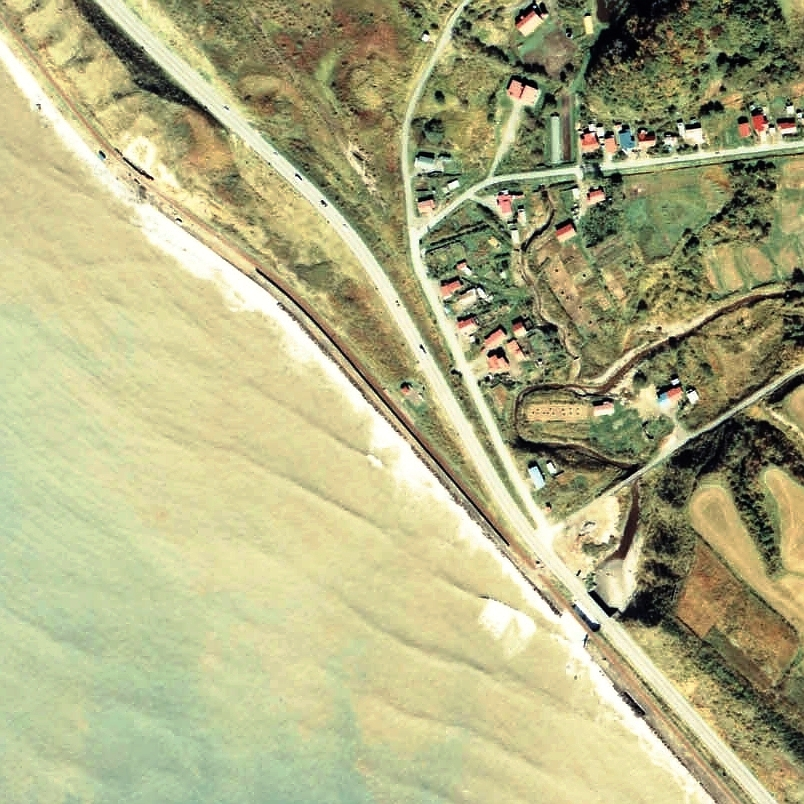
1978年の大狩部駅と周囲約500m範囲。右下が静内方面。

- 1958年（昭和33年）7月15日：日本国有鉄道日高本線の大狩部駅として開業[3][4]。旅客のみ取扱い[1]の駅員無配置駅[5]。
  - 地域住民の利便を図って、節婦駅長の管理下の駅として設置された[6]。
- 1987年（昭和62年）4月1日：国鉄分割民営化に伴い、北海道旅客鉄道（JR北海道）の駅となる[1]。
- 2015年（平成27年）
  - 1月8日：厚賀駅 - 当駅間の高波被害により列車の運行を休止[JR北 2]。
  - 2月21日：代行バスの待合場所を駅から国道235号築堤を挟んだ道路上に設置のバス停付近に変更[JR北 3]。
- 2021年（令和3年）4月1日：鵡川駅 - 様似駅間の廃止に伴い、廃駅となる[JR北 1][運輸局 1]。

### 駅名の由来
所在地名より命名された。地名はアイヌ語に由来するが、山田秀三の見解では「語義ははっきりしない」としつつ、「オカリペ（o-kari-pe）」（川尻・曲がっている・もの〔川〕）に由来するのではないか、と推察しており、国鉄北海道総局による『北海道駅名の起源』でも同様の説を掲載している。

## 駅構造
単式ホーム1面1線を有した地上駅だった。ホームは線路の北東側（様似方面に向かって左手側）に存在した。転轍機を持たない棒線駅となっていた。
静内駅が管理していた開業時からの無人駅で駅舎は無いが、ホームから少し離れた位置に待合所を有していた。コンクリートブロックを積み重ねただけの、扉及び窓の無い、人は数人しか入れない建物であった。トイレは工事現場用の仮設便所となっていた。ホームは海のすぐそばにあり、崖の中腹に張り付いた様な形状となっていた。有効長は30mだった。駅名標の隣にテレビドラマのロケ現場であったことを記載した案内板が立っていた。
附近は海風が大変に強く、それを防ぐために線路際に木の杭と廃タイヤで支えられた木塀が作られていた。

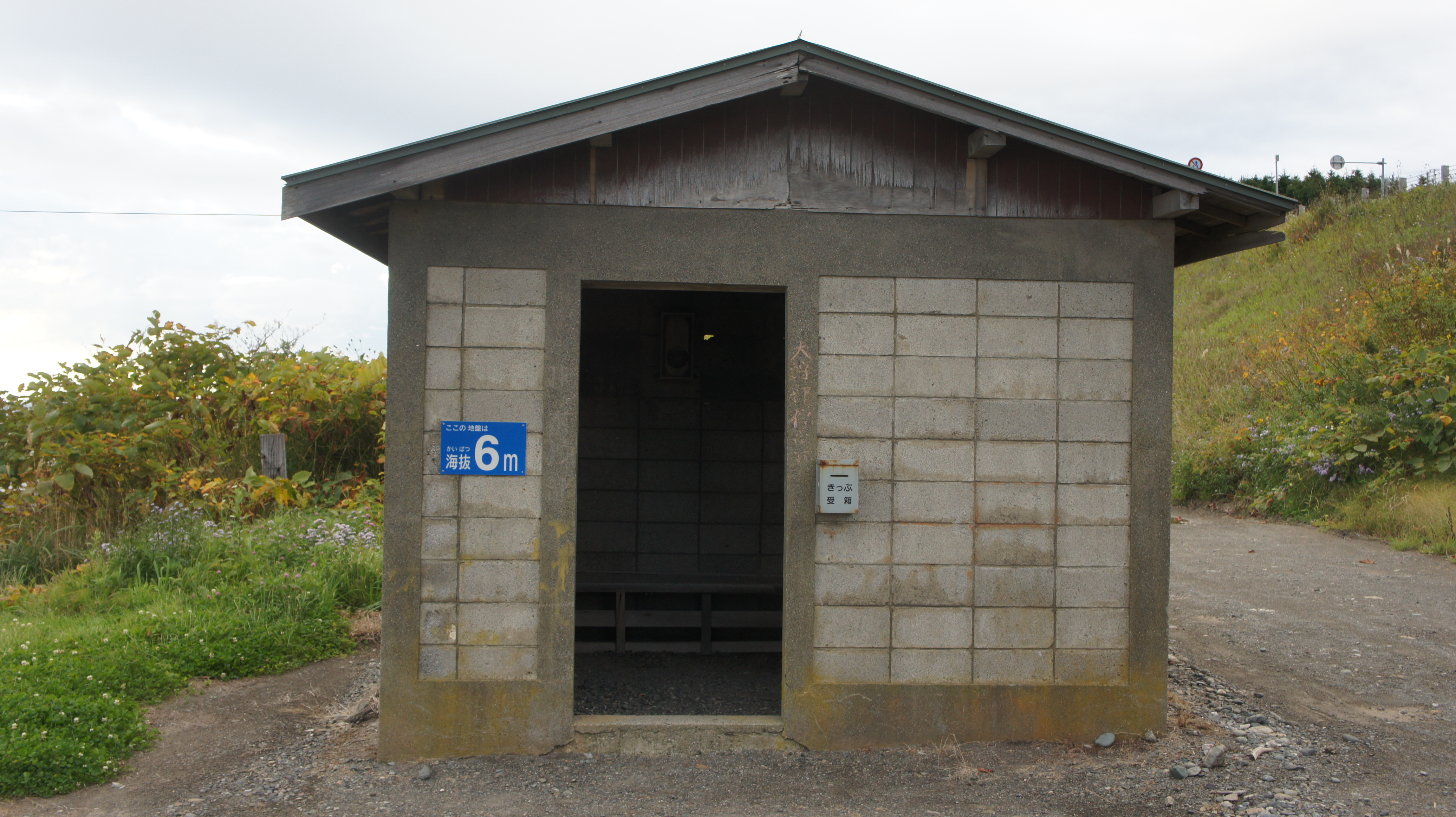
待合所（2017年9月）
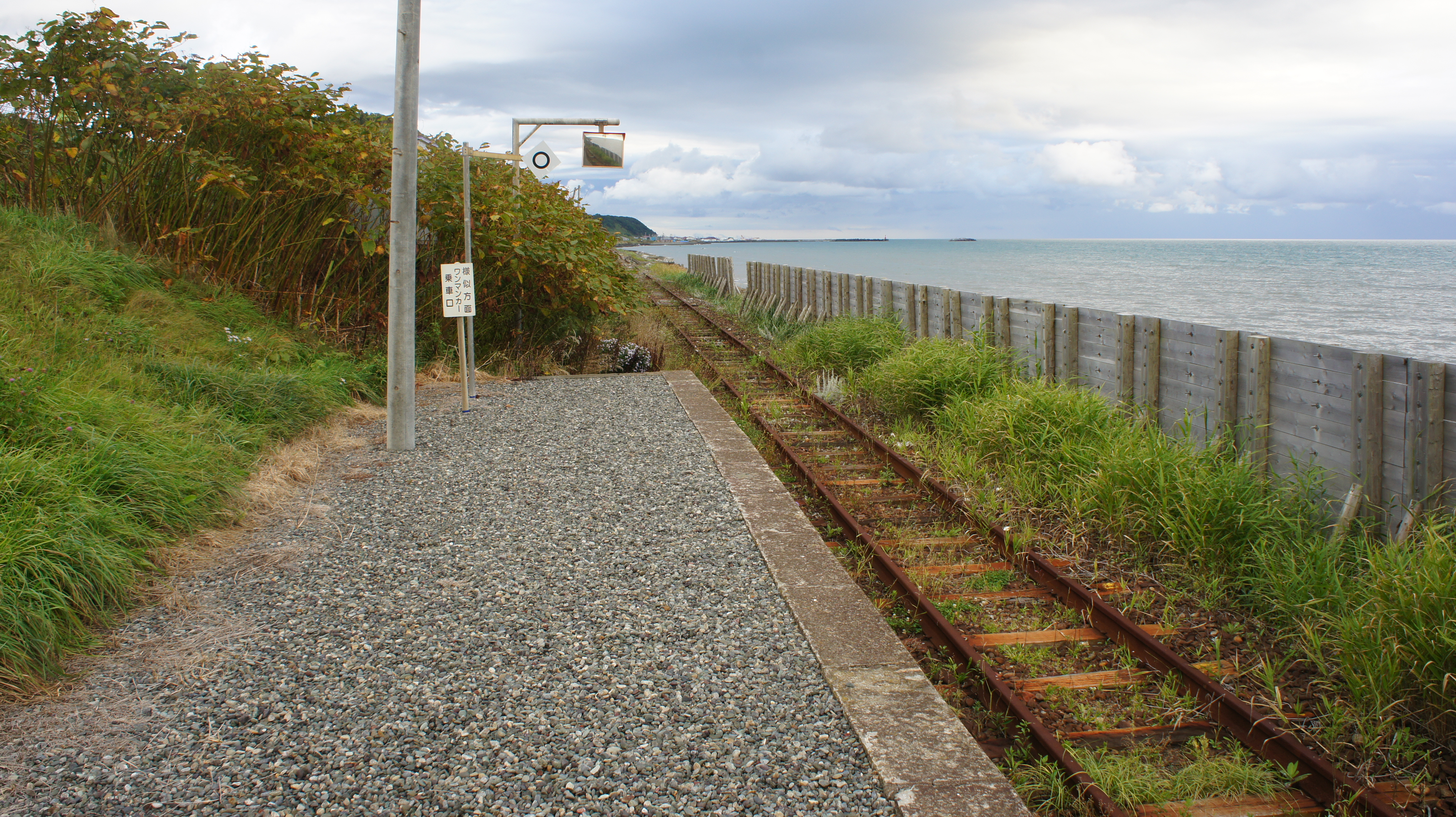
ホーム（2017年9月）
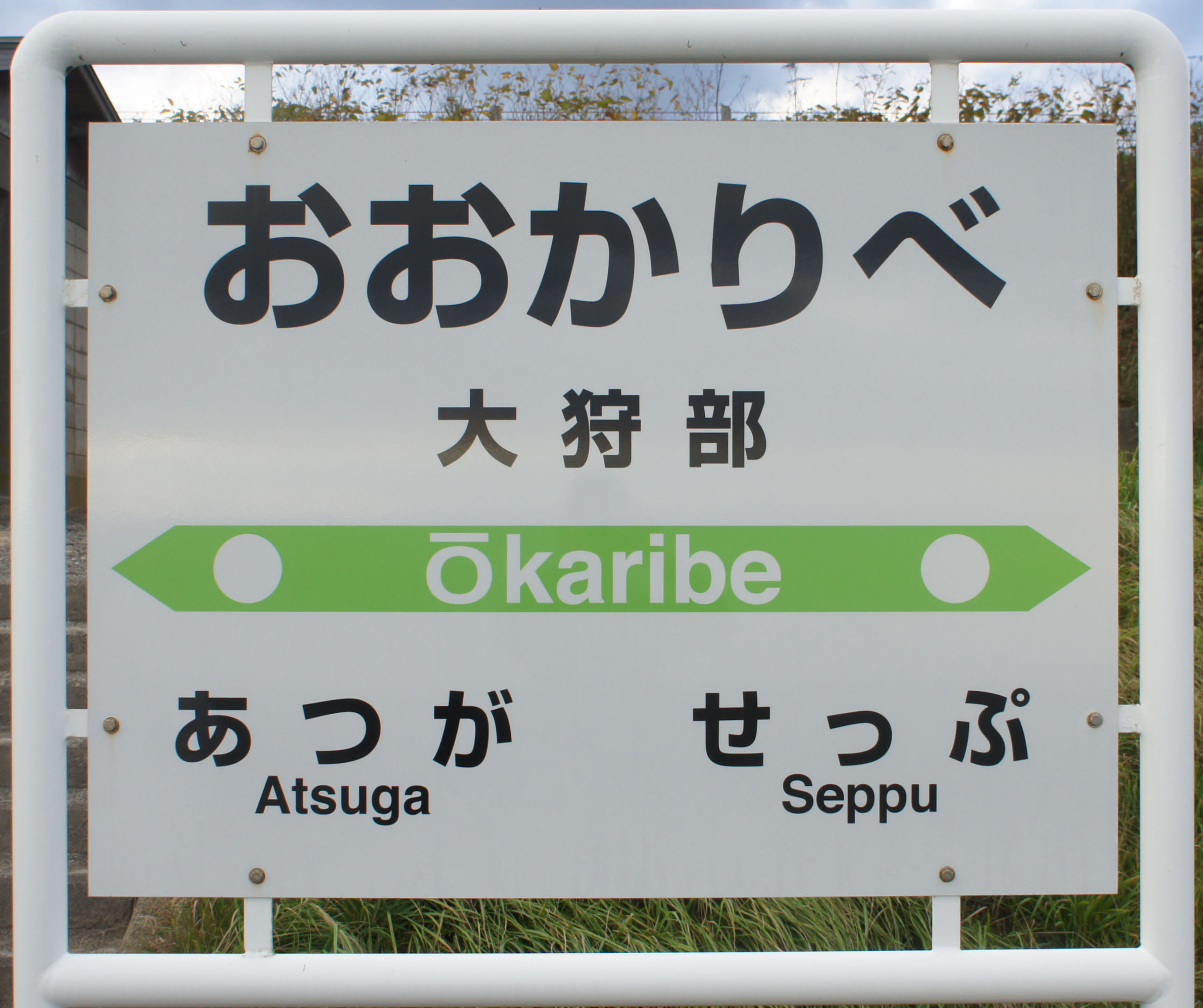
駅名標（2017年9月）

## 利用状況
乗車人員の推移は以下のとおり。年間の値のみ判明している年については、当該年度の日数で除した値を括弧書きで1日平均欄に示す。乗降人員のみが判明している場合は、1/2した値を括弧書きで記した。また、「JR調査」については、当該の年度を最終年とする過去の各調査日における平均である。当駅についてはバス代行期間が存在するため、一部でバスと列車が別集計となっているほか、各年で集計期間が異なる。備考も参照。
| 年度               | 乗車人員 | 乗車人員 | 乗車人員 | 乗車人員 | 出典       | 備考                                                        |
| 年度               | 年間     | 1日平均  | JR調査   | JR調査   | 出典       | 備考                                                        |
| 年度               | 年間     | 1日平均  | 列車     | 代行バス | 出典       | 備考                                                        |
| ------------------ | -------- | -------- | -------- | -------- | ---------- | ----------------------------------------------------------- |
| 1962年（昭和37年） |          | 69       |          |          | [ 13 ]     |                                                             |
| 1963年（昭和38年） |          | 63       |          |          | [ 13 ]     |                                                             |
| 1964年（昭和39年） |          | 77       |          |          | [ 13 ]     |                                                             |
| 1965年（昭和40年)  |          | 46       |          |          | [ 13 ]     |                                                             |
| 1966年（昭和41年)  |          | 72       |          |          | [ 13 ]     |                                                             |
| 1967年（昭和42年)  |          | 45       |          |          | [ 13 ]     |                                                             |
| 1968年（昭和43年)  |          | 51       |          |          | [ 13 ]     |                                                             |
| 1969年（昭和44年)  |          | 52       |          |          | [ 13 ]     |                                                             |
| 1970年（昭和45年)  |          | 44       |          |          | [ 13 ]     |                                                             |
| 1971年（昭和46年)  |          | 41       |          |          | [ 13 ]     |                                                             |
| 1981年（昭和56年） |          | (5.5)    |          |          | [ 12 ]     | 1日乗降人員：11                                             |
| 1992年（平成04年） |          | (6.0)    |          |          | [ 14 ]     | 1日乗降人員：12                                             |
| 2014年（平成26年） |          |          | 5        |          | [ JR北 4 ] | 当年の列車は単年の値。                                      |
| 2017年（平成29年） |          |          |          | 5        | [ JR北 5 ] | 2015年度末から鵡川 - 様似間バス代行。当年のバスは単年の値。 |
| 2018年（平成30年） |          |          |          | 4.5      | [ JR北 6 ] | 代行バスの値は過去2年平均                                   |
| 2019年（令和元年） |          |          |          | 3.3      | [ JR北 7 ] | 代行バスの値は過去3年平均                                   |
| 2020年（令和02年） |          |          |          | 3.3      | [ JR北 8 ] | 代行バスの値は過去4年平均                                   |

## 駅周辺
海岸線の丘陵地帯の高台に位置し、ホームからは太平洋沿岸が望める。線路の路盤は侵食されやすく、落石なども発生する。
- 国道235号
- 海馬岩（とどいわ） - 駅の沖合い約2.0km[8]。かつてトドがたくさんいた岩場で、1965年（昭和40年）に自衛隊が砲撃によりトドを退治してからはいなくなった。
- 御野立所行啓記念碑 - 駅附近[8]。
- 道南バス「大節婦」停留所

## その他

### 代行バス大狩部高台乗降場
2018年（平成30年）11月の時点で、代行バスの厚賀駅 - 大狩部駅間の大狩部集落のある丘に「大狩部高台」と称する乗降場所が設けられた。ただし、廃止直前の2020年（令和2年）時点で、JR北海道のホームページ等に記載はなされなかった。

### 案内板
ホームに案内板の立っている、ロケーションを行ったテレビドラマは、『女囚～塀の中の女たち』（1997年（平成9年）、TBS系列、主演・泉ピン子）である。

## 隣の駅
北海道旅客鉄道（JR北海道）
日高本線
厚賀駅 - 大狩部駅 - 節婦駅